# Referenzarchitektur
Eine Referenzarchitektur ist in der Informatik ein Referenzmodell für eine Klasse von Architekturen.
Die Referenzarchitektur kann als Modellmuster – also ein idealtypisches Modell – für die Klasse der zu modellierenden Architekturen betrachtet werden.
Die folgenden Ansprüche, die eine Architektur nach Vitruv zu erfüllen hat, gelten besonders für eine Referenzarchitektur:
- nützlich (utilitas),
- robust (firmitas) – somit dauerhaft, zeitlich weitgehend stabil,
- anmutig oder schön (venustas).

Referenzarchitekturen gibt es beispielsweise für die Klassen
- Portalsoftware
- Data-Warehouse-System
- Föderiertes Datenbanksystem